# Sindbillede (film)
|  | Denne artikel er oprettet af botten Steenthbot ud fra en ekstern database. Den kan derfor have sproglige fejl eller mangler. Denne skabelon kan fjernes efter kontrol af indholdet. |

Sindbillede er en dansk kortfilm fra 1982 instrueret af Irene Werner Stage efter eget manuskript.

## Handling
Et sindbillede betyder egentlig et sanseligt billede - et billede, der forestiller noget håndgribeligt, men også noget uhåndgribeligt. Den store sten, der i begyndelsen af filmen igen og igen overskylles af havet og igen og igen kommer til syne, er således et sindbillede på den kvinde, filmen handler om. Det meste af filmen befinder hun sig i sin seng - tilsyneladende passiv. Kvinden i filmen er noget af en narcissist. Energierne er mere rettet imod hende selv, end de er rettet mod andre. Hun er typen på en kvinde, der er skuffet i sine forventninger, men heller ikke selv har tillid til nogen. I sig har hun nogle bestræbelser på selvstændighed, og i al sin dårligdom, bærer hun således kimen til protest.